# Þóra Borgarhjörtr
Þóra Borgarhjörtr Herraudsdotter (Thora, nórdico antiguo: Þóra Borgarhjǫrtr, n. 745) es un personaje de la protohistoria escandinava, hija de Herrauðr, jarl de Götaland y una de las esposas del legendario Ragnar Lodbrok.

## Biografía
Su padre le regaló un pequeño lindworm (algunas versiones hablan de dos) que al crecer se convirtió en una serpiente muy celosa que la mantuvo apartada de cualquier contacto exterior, rodeada por sus anillos. Su padre se juró que aquel que pudiera acabar con la bestia, podría casarse con ella. Fue Ragnar Lodbrok quien consiguió matar a la serpiente y casarse con Thora. 
Ragnar fue a Västergötland y se vistió con ropa peluda (de ahí su apodo lodbrok, o calzones peludos) que había tratado con alquitrán y arena. Tomó una lanza y se acercó a la serpiente, que escupía constantemente veneno hacia él. Ragnar se protegió con su escudo y su ropa y clavó la lanza en su corazón. Luego cortó la cabeza de la serpiente.
Según Ragnarssona þáttr, tuvo dos hijos, Eiríkr y Agnar, que morirían en combate contra Eysteinn Beli, antiguo aliado de su padre Ragnar y jarl de Suecia. Antes de que esto ocurriera, Thora había muerto por una enfermedad y Ragnar ya se había casado con Aslaug (Aslög), la hija de Sigurd y Brynhildr.